# Lipót bajor királyi herceg
Lipót Miksa József bajor királyi herceg (Prinz Leopold Maximilian Joseph Maria Arnulf von Bayern) (München, 1846. február 9. – München, 1930. szeptember 18.) a Wittelsbach-házból származó bajor királyi herceg, a bajor királyi hadsereg tisztje, majd a német császári hadseregben tábornagy, első világháborús hadseregparancsnok, 1916-tól Hindenburg tábornagy utódaként a keleti front főparancsnoka. Erzsébet királyné leányát, Gizella főhercegnőt, magyar királyi hercegnőt vette feleségül.

## Élete

### Származása, testvérei
Lipót Miksa József bajor királyi herceg 1846-ban született Münchenben, a Bajor Királyság fővárosában.
Édesapja a Wittelsbach-házból származó Luitpold bajor régens (1821–1912) volt, I. Lajos bajor király (1786–1868) és Terézia Sarolta szász-hildburghauseni német hercegnő, bajor királyné (1792–1854) harmadik fia.
Édesanyja a Habsburg–Lotaringiai-ház toszkánai ágából származó Auguszta Ferdinanda főhercegnő (Auguste Ferdinande von Österreich, 1825–1864) volt, II. Lipót toszkánai nagyhercegnek (1797–1870) és első feleségének, Mária Anna Karolina szász hercegnőnek (1799–1832) leánya. Négy gyermekük, bajor királyi hercegek és hercegnők sorában Lipót Miksa született másodikként.
- Lajos Lipót József herceg (1845–1921), később III. Lajos néven a Bajor Királyság utolsó uralkodója, aki 1868-ban Habsburg–Estei Mária Terézia Henrietta főhercegnőt, modenai hercegnőt (1849–1919) vette feleségül.
- Lipót Miksa József herceg (1846–1930), Gizella főhercegnő férje.
- Terézia Sarolta Marianna Auguszta hercegnő (1850–1925) írónő, a Bajor Tudományos Akadémia tiszteletbeli tagja, a müncheni Lajos–Miksa Egyetem doktora.
- Ferenc József Arnulf Adalbert herceg (1852–1907), aki 1882 Terézia liechtensteini hercegnőt (1850–1938) vette feleségül. Egyetlen fiuk, Henrik Lipót herceg (1884–1916) az első világháborúban esett el.

### Katonai pályafutásának kezdete
15 éves korában belépett a bajor királyi kadéthadtestbe (Bayerisches Kadettenkorps). 1861. november 28-án hadnagyi (Sekondleutnant) rangban lépett szolgálatba. 1864. június 5-én főhadnagy (Premierleutnant) lett. 1866-ban hadnagyként a porosz–osztrák háborúban az Osztrák Császárság szövetségében harcolt a poroszok ellen. A tűzkeresztségen Bad Kissingennél tüzér ütegparancsnokként esett át, és részt vett a rossbrunni csatában is. A háború után, 1867. április 28-án századossá léptették elő.
Az 1870–71-es porosz–francia háborúban a bajor hadsereg a poroszok oldalán vett részt. II. Lajos bajor király utasítására Lipót herceg a bajor 3. tüzérezred tisztjeként részt vett a Franciaország elleni hadjáratban. A sedani csata után megkapta a Vaskereszt 1. osztályát. A Villepion melletti csatában (1870. december 1.) olyan keményen küzdött, hogy kiérdemelte a Vaskereszt 1. osztályát. 1870. december 8–10 között részt vett a Beauvert melletti véres csatákban, helytállásáért december 11-én őrnaggyá léptették elő, megkapta a bajor lovagi érdemrend 1. osztályát, és a katonai Miksa József-rendet (Militär-Max-Joseph-Orden, MMJO), a legmagasabb bajor katonai kitüntetést, amit csak az ellenséggel szemben tanúsított vitéz helytállásért adtak. Más német államok uralkodóitól is több kitüntetést kapott. A háború után a Német Császárság hadseregében folytatta pályáját. 1871. március 27-én alezredessé, 1873. február 18-án ezredessé léptették elő.

### Házassága, gyermekei

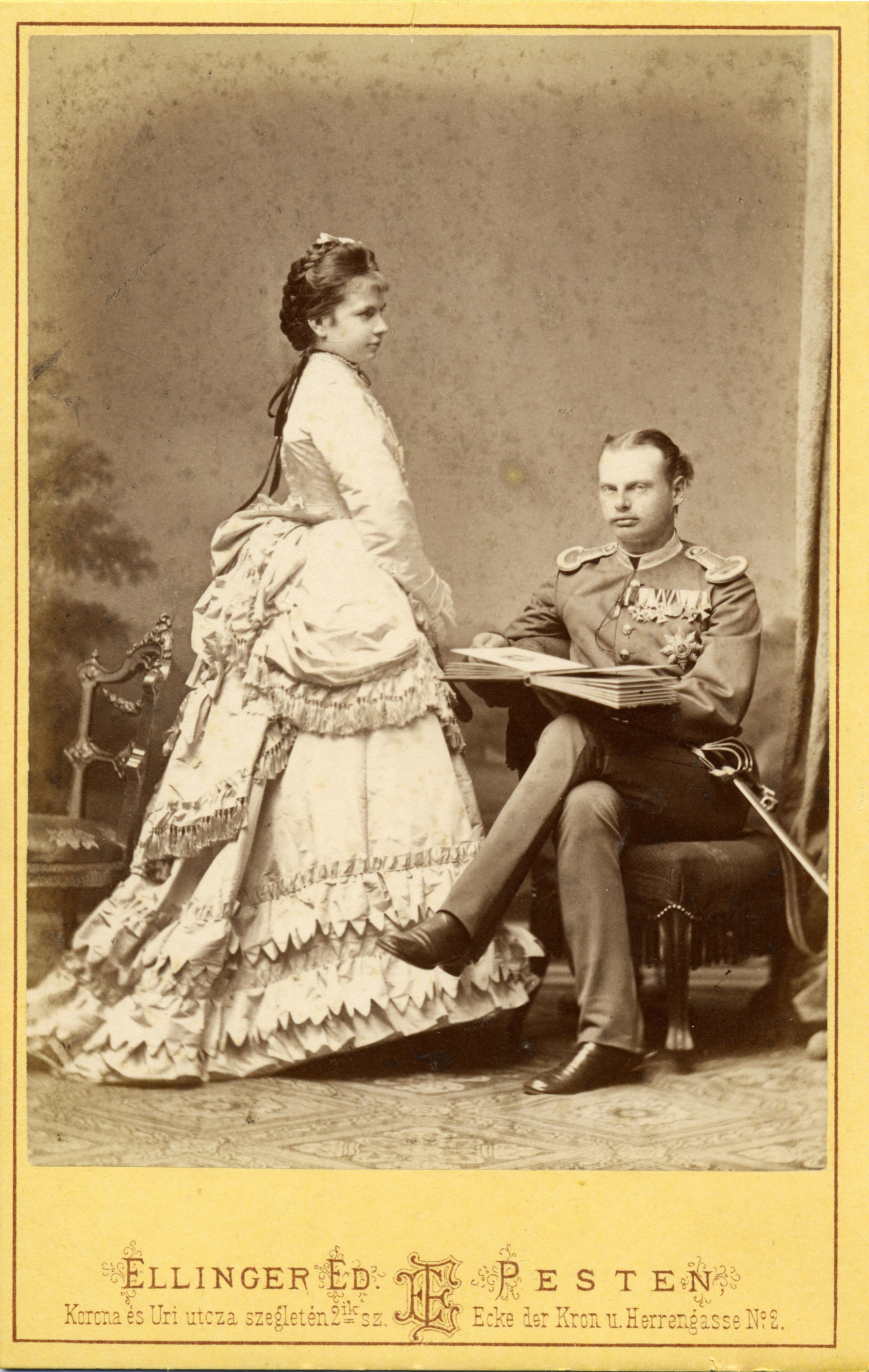
Gizella főhercegnő és Lipót herceg 1873. körül

Lipót Miksa herceg 1873. április 20-án Bécsben feleségül vette másodfokú unokatestvérét, a Habsburg–Lotaringiai-házból való Gizella osztrák főhercegnőt (1856–1932), magyar és cseh királyi hercegnőt, Ferenc József és Erzsébet császárné és királyné leányát. Négy gyermekük született, címzésük szerint bajor hercegek és hercegnők (Prinz(essin) von Bayern):
- Erzsébet Mária Auguszta hercegnő (1874–1957), aki Otto Ludwig Philipp von Seefried auf Buttenheim grófhoz ment feleségül.
- Auguszta Mária Lujza bajor hercegnő (1875–1964), aki József Ágost osztrák főherceghez, magyar honvéd tábornagyhoz ment feleségül.
- György Ferenc József herceg (1880–1943), aki 1912-ben Habsburg-Tescheni Izabella főhercegnőt (1888–1973), Frigyes főherceg és Isabella von Croÿ-Dülmen hercegnő leányát vette feleségül.
- Konrád Luitpold Ferenc herceg (1883–1969)

Családja Bajorországban nagy szeretettel fogadta be Gizella főhercegnőt. Lipót apósa, Ferenc József császár gyakran volt nagyra becsült és szívesen látott vendég a müncheni Lipót-palotában (Leopoldnischer Palais). Gizella legkisebb húga, Mária Valéria főhercegnő is rendszeres látogatójuk volt . Édesanyjuk, Erzsébet császárné csak egyszer, első unokájának születésekor látogatta meg leányát. A 36 évesen nagymamává lett Erzsébet lett a kislány keresztanyja, a gyermek az ő nevét kapta.
Lipót herceg a német császári hadseregben töretlenül haladt felfelé a ranglétrán. 1875. november 1-jén vezérőrnaggyá, 1881. június 16-án altábornaggyá nevezték ki. A békés évtizedekben tapasztalatszerző utazásokat tett az Angliába és Izlandba. Ezt Egyiptomba, Konstantinápolyba és a Sínai-félszigetre tett utazások követték. 1881. június 16-án az 1. bajor hadosztály parancsnoka lett. 1887. március 2-án lovassági tábornoki (General der Kavallerie) rangot kapott, és kinevezték az I. bajor hadtest parancsnokává, e tisztséget 1890. október 28-áig viselte. 1892. június 27-én kinevezték a IV. hadsereg felügyelőjévé. Feleségével együtt diplomáciai megbízásokat teljesített a császár megbízásából. 50. születésnapján 1896. február 9-én vezérezredessé (Generaloberst) léptették elő a lovasságnál. 1905. újév napján a német IV. hadsereg felügyelőjeként megkapta a tábornagyi (Generalfelsmarschall) kinevezést II. Vilmos császártól. 1911-ben megünnepelte katonai pályafutásának 50. évfordulóját. Két évvel később, 1913. március 21-én Lipót herceg visszavonult az aktív katonai szolgálattól.

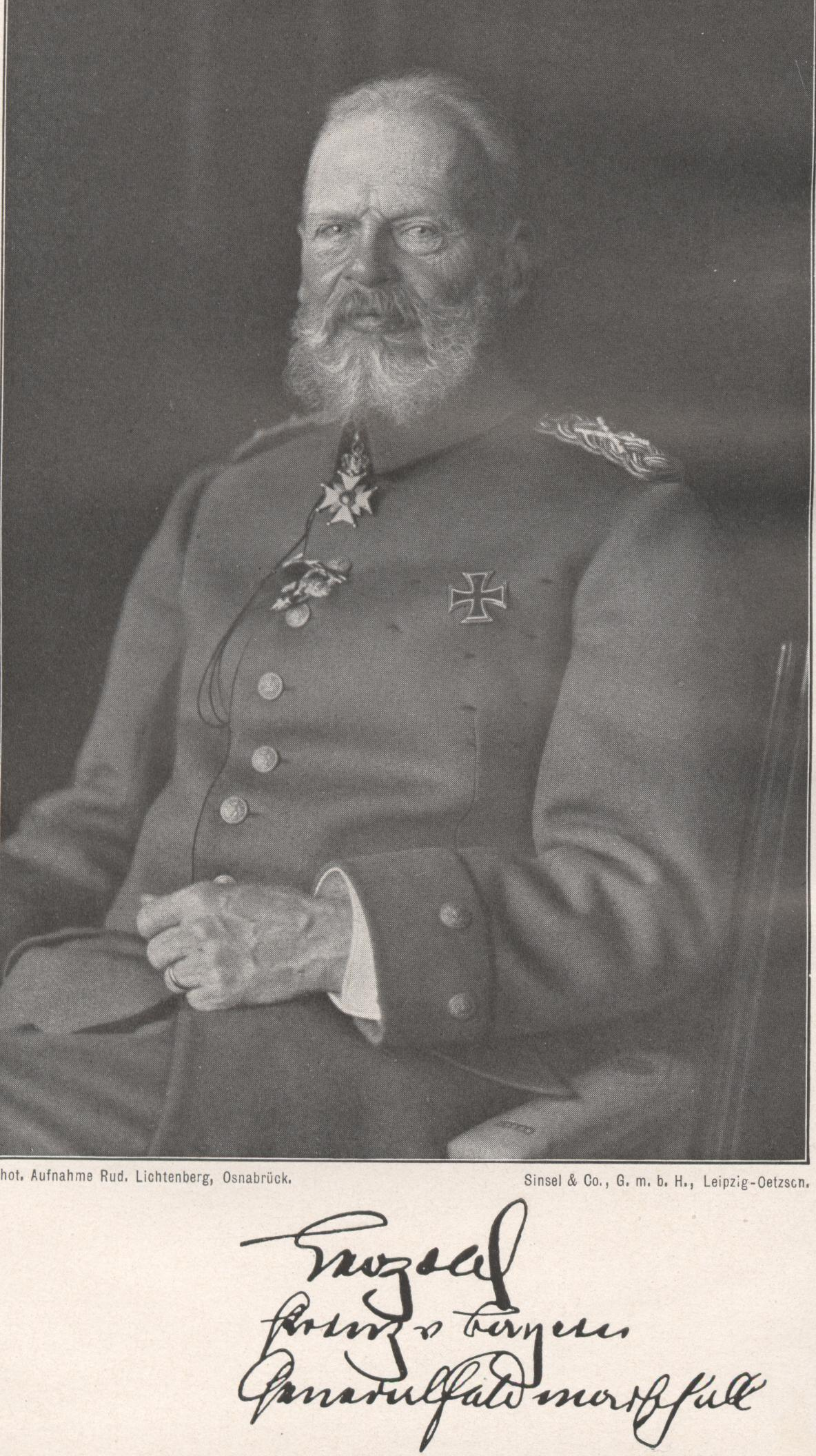
Lipót királyi herceg, császári tábornagy

### Az első világháborúban
A 69 éves tábornagyot 1915. április 16-án reaktiválták. Kinevezték az orosz fronton álló német 9. hadsereg parancsnokává, Mackensen vezérezredes helyére. (Mackensent ugyanezen a napon az újonnan alakított német 11. hadsereg parancsnokságával bíztak meg, amelyet Galíciába, a dunajeci frontszakaszra helyeztek). Lipót Miksa 9. hadserege Hindenburg tábornagynak, a keleti front főparancsnokának alárendeltségébe került. Jól irányított hadműveletei következtében a német csapatok 1915. augusztus 4-én bevonultak Varsóba. A siker nyomán augusztus 5-én megkapta a Miksa József-rend (MMJO) nagykeresztjét, majd augusztus 9-én a legmagasabb porosz katonai kitüntetést, a Pour le Mérite érdemrendet. Ezt követően kinevezték az új kombinált német–osztrák–magyar csoportosítás, a Lipót bajor herceg hadseregcsoport (Heeresgruppe Prinz Leopold von Bayern) parancsnokává, amelyre a keleti front középső szakasza volt rábízva.
1916. február 9-én Lipót Miksa herceg a fehéroroszországi Szlonyimban, hadseregcsoportjának új főhadiszállásán ünnepelte 70. születésnapját. A Bruszilov-offenzíva lefékezésére irányuló 1916 nyári véres offenzívákat követően Hindenburg tábornagyot visszarendelték a keleti frontról, és megbízták a teljes német szárazföldi haderő főparancsnokságával. A keleti front főparancsnoki tisztségét (Oberbefehlshaber Ost) augusztus 29-én Lipót Miksa herceg vette át, és ebben a beosztásban maradt a háború végéig. Hatásköre északon a Keleti-tengernél kezdődött, hatáskörét lépésről lépésre szélesítették dél felé. A Románia hadbalépését követően már a keleti front német főparancsnoka irányította az egész orosz és román frontot a Keleti-Kárpátokig. Keze alá rendelték az osztrák–magyar 2. és 3. hadseregeket is. A Kerenszkij-offenzíva visszaverése után, 1917. július 25-én a Pour le Mérite kitüntetéséhez megkapta a tölgyfaleveleket is. Az orosz forradalom győzelme után 1917. november 26-án Breszt-Litovszkban megkezdődtek a béketárgyalások. A Németország számára jelentős sikert hozó békeszerződés megkötésének (1918. március 3.) másnapján, március 4-én a császár Lipót Miksa hercegnek a Vaskereszt nagykeresztjét adományozta. Ezt a kitüntetést az egész I. világháború során csak öten kapták meg, köztük Hindenburg és Mackensen tábornagyok. A keleti fronton megszűntek a harcok, Lipót herceg ismét visszavonult a magánéletbe.

### Menekülés és visszatérés
1918 végén a háború elveszett, a monarchiákat mind Németországban, mind az Osztrák–Magyar Monarchia államaiban megdöntötték. A versailles-i békeszerződés után Lipót visszatért Bajorországba. Feleségével együtt eleinte Münchenben, majd a wildenwarti kastélyban éltek, kerülve a feltűnést. 1919-ben radikális szélsőbaloldali aktivisták kikiáltották a Bajor Tanácsköztársaságot. Életük veszélybe került, a kommunista Spartakus-szövetség milicistái üldözőbe vették őket. Tutzingba, a Starnbergi-tó partján álló Seehof hotelbe, majd az ettali kolostorba menekültek, innen majd nagy nehézségek között, hamisított okmányokkal átjutottak a ausztriai Tirolba. Három hónapot töltöttek Reuttében. A forradalom leverése után visszatértek müncheni otthonukba.
A weimari köztársaság idején Lipót herceg és Gizella főhercegnő Münchenben éltek. 1923. április 20-án megünnepelhették aranylakodalmukat. Lipót Miksa herceg 1930. szeptember 28-án, 84 éves korában elhunyt. A müncheni Szent Mihály-templom kriptájában helyezték végső nyugalomra. Özvegye, Gizella főhercegnő 1932. július 27-én hunyt el Münchenben, Ferenc József császár gyermekei közül utolsóként. Férje mellé temették.

### A görög királyi trónigény
Lipót herceg bátyja, III. Lajos bajor király lemondott minden, a görög királyi trón iránti igényéről. Apjuk, Luitpold régens herceg halála volt után formálisan második fia, Lipót Miksa herceg vált a görög trón követelőjévé nagybátyjának, Luitpold herceg bátyjának, az 1862-ben trónjáról elűzöttI. Ottó görög királynak (1815–1867) jogán. Lipót herceg halála (1930) után a görög királyi trón Wittelsbach-házi várományosa idősebb fia, György Ferenc József herceg lett.